# 巴達維亞 (紐約州)
巴达维亚（Batavia）是美国纽约州西部杰纳西县的一座城市。靠近杰纳西县的中心，被巴达维亚镇包围，是一个自治的市政府。 截至2010年人口普查的人口为15,465人。 巴达维亚（Balavia）在拉丁语中指荷兰Betuwe地区，为纪念早期荷兰土地开发者。
巴达维亚是杰纳西县的县治。
纽约 - 宾夕法尼亚州联盟的Batavia Muckdogs棒球俱乐部在这个城市的299银行街，德维尔体育场。 Muckdogs是迈阿密马林鱼的附属机构。他们赢得了2008年的冠军。 2006年，一份全国杂志将巴达维亚列为全国小城镇经济发展第三位。
纽约州高速公路（90号州际公路）经过城市北部。 杰纳西县机场（GVQ）也在城市北部。
巴达维亚的UN/LOCODE是USBIA。